# Hindustan Ambassador

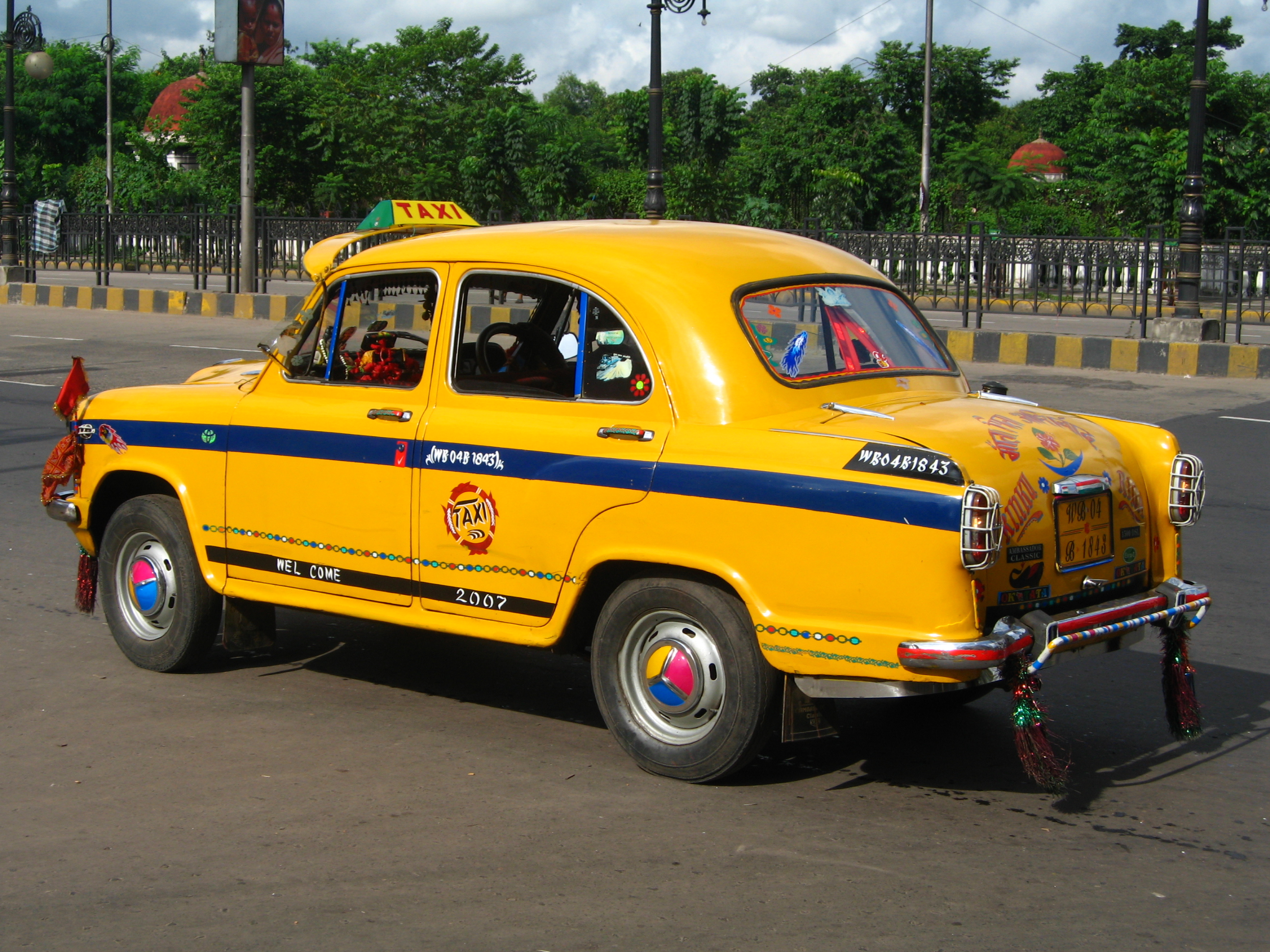
Hindustan Ambassador jako taksówka na ulicach Kalkuty

Hindustan Ambassador – samochód osobowy produkowany od 1957 roku do 24 maja 2014 roku przez indyjską firmę Hindustan Motors. Jest on najpopularniejszym samochodem w Indiach powszechnie używanym jako taksówka. Mimo że bazuje na brytyjskim samochodzie Morris Oxford, to mieszkańcy Indii uważają go za ikonę swojego kraju.

## Historia modelu
Hindustan Ambassador został zbudowany na podstawie Morrisa Oxford serii III. Konstrukcja, wygląd i styl tego auta praktycznie niczym się nie różniły. Jedyne zmiany jakie w nim wprowadzono polegały na kosmetyce wnętrza i przodu samochodu.
W 1957 roku już pod oficjalną nazwą Hindustan Ambassador rozpoczął swoją karierę w Indiach. W porównaniu z Morrisem miał zaokrąglone tylne oparcia oraz bardziej zakrzywioną opadającą maskę silnika. Trzy lata później rozpoczęto seryjną produkcję tego modelu. Pierwsze zmiany objęły kierownicę i deskę rozdzielczą. W 1959 poprawiono osiągi silnika poprzez zmianę sposobu odprowadzania spalin, a kolejno w 1963 i 1975 Ambassador przeszedł niewielkie liftingi grilla, który stał się wąsko kratkowany.
W 1979 roku pojawiła się wersja Ambassadora z silnikiem wysokoprężnym. Na indyjskim rynku był to pierwszy samochód z takim silnikiem. Oprócz tego dodano boczne kierunkowskazy i nieco zmniejszono grill.

## Nowsze wersje Ambassadora

### Ambassador Nova
Wersja Nova pojawiła się na początku lat 90. z dwiema wersjami silnikowymi – 55-konnym benzynowym silnikiem Deluxe oraz 37-konnym dieslem Diesel DX. Podczas projektowania większą uwagę zwrócono na bezpieczeństwo podróżnych, w związku z czym ulepszono hamulce i zmniejszono ryzyko pożaru dzięki zastosowaniu nowej instalacji elektrycznej. Wersja Nova miała też kilka zmian we wnętrzu, w szczególności nową kolumnę kierownicy i samą kierownicę.

### Ambassador 1800 ISZ
W związku z przestarzałą gamą silników, już 2 lata po premierze wersji Nova, wprowadzono Ambassadora 1800 ISZ. Silnik Isuzu o pojemności 1800cm³ i mocy 75 koni mechanicznych sprawił, że był to najszybszy samochód produkowany w Indiach w tamtych czasach. Konieczne było nawet zastosowanie kubełkowych foteli i pasów bezpieczeństwa. Ponadto przeprojektowano deskę rozdzielczą i wprowadzono opcjonalnie podciśnieniowe wspomaganie pompy hamulcowej.

### Ambassador Classic
Classic jest najnowszą wersją Ambassadora. Ponownie została w nim przeprojektowana deska rozdzielcza, pojawiły się poliuretanowe siedzenia i nowe klamki, a dźwignia zmiany biegów została przeniesiona z kolumny kierownicy na podłogę. W niektórych wersjach wyposażenia pojawiły się także hamulce tarczowe i wspomaganie kierownicy.

## Następcy
W 2003 roku rozpoczęła się rewitalizacja marki Hindustan Motors. Zaprojektowano więc Hindustana Avigo – nowoczesną wersję Ambassadora, będącą jednak osobnym modelem.
Do 2002 roku Ambassadory pełniły funkcję limuzyn rządowych. Ze względów bezpieczeństwa najważniejsze osoby w państwie poruszają się teraz opancerzonymi BMW serii 7, jednak  politycy niższego szczebla nadal jeżdżą tymi samochodami.